# کیت آموس
کیت آموس (انگلیسی: Keith Amos; ۱۳ ژانویهٔ ۱۹۳۲ – آوریل ۲۰۱۷ (aged 85)) بازیکن فوتبال اهل بریتانیا بود.
از باشگاه‌هایی که در آن بازی کرده‌است می‌توان به باشگاه فوتبال آرسنال و باشگاه فوتبال کیدرمینستر هاریرس اشاره کرد.